# Божићни фестивал
Божићни фестивал у Сврљигу је традиционална, хуманитарна манифестација која се одржава од 2007. године у периоду од средине децембра, до средине јануара.
Организатор манифестације је Центар за туризам, културу и спорт, а покровитељ Oпштина Сврљиг.
Фестивал је препознатљив по активностима које имају за циљ да забаве, активирају омладину и децу и обогате културни живот Сврљига.
На фестивалу учествује велики број ученика из основне и средње школе, као и полазници предшколске установе, који кроз игру, едукацију и забаву имају прилике да науче несто ново, али и да покажу своје таленте и умећа.
Дружење са Деда Мразом, позоришне представе и игре за децу, концерти фолклорних друштава, учење о традицији и бонтону, креативне радионице, књижевне вечери, концерти музичких група, подела пакетића деци без родитељског старања... само су нека од дешавања у оквиру Фестивала.
Сва средства која се прикупе током трајања фестивала уплаћују се у хуманитарне сврхе.